# Parco nazionale Dwingelderveld
Il parco nazionale Dwingelderveld (in olandese: Nationaal Park Dwingelderveld) è un parco nazionale situato nella Drenthe, nei Paesi Bassi.